# فروجینول
فروجینول (به انگلیسی: Ferruginol) با فرمول شیمیایی C20H30O یک ترکیب شیمیایی است. که جرم مولی آن ۲۸۶٫۴۵ گرم بر مول می‌باشد. 